# 86함대안
84함대안(일본어: 八六艦隊案)은 일본 제국 해군의 해군 군비 계획으로, 88함대 정비 계획의 제 2단계이다.

## 계획 내용

### 다이쇼 7년도 계획
- 계획 연도

1918년 (다이쇼 7년) ~ 1923년 (다이쇼 12년)의 6개년 계획
- 계획 개요

함정 86척 건조
- 예산 총액

함정 건조 예산 : 3억 54만 8,437엔
신함(新艦) 건조비 : 2억 4,876만 2,283엔
함형 개량비 : 4,279만 6,701엔
물가 하락에 의한 경비 : 898만 9,453엔

### 항공대 정비 계획
84함대안의 항공대 정비 계획을 확충하는 것으로 성립.
- 계획 연도

계획 기간을 2년 연장하여 1922년 (다이쇼 11년)도까지로 한다.
- 계획 개요

항공대를 5개 대 추가하여 총 8개 대로 한다.
- 예산 총액

항공대 정비 예산 : 585만 엔을 추가한다.

## 함정

### 신함 건조
- 순양전함 - 2척 (3240만 7064엔 ×2)

- 아마기급

아타고, 다카오
- 순양함 (중형) - 3척 (601만 9511엔 ×3)

- 나가라급

유라, 기누, 아부쿠마
- 구축함 - 27척 (1등 : 220만 8546엔 ×11, 2등 : 156만 2226엔 ×16)

- 미네카제급

유카제, 다치카제, 호카제, 노카제, 누마카제, 나미카제
- 가미카제급

제 1 (가미카제), 3 (아사카제), 5 (하루카제)
- 모미급

쓰타, 아시, 요모기
- 와카타케급

제 2 (와카타케), 4 (구레타케), 6 (사나에), 8 (사와라비), 10 (아사가오), 12 (유가오), 16 (후요), 18 (가루카야)
※ 이 외 1등 구축함 2척, 2등 구축함 5척이 계획되었으나 워싱턴 군축 조약으로 계획 변경 대상이 되었다.
- 잠수정 - 48척 (220만 엔 ×48)

- 1등

제 44 (이51), 제 51 (이52)
- 2등

- 로16급 (해중 3형)

제 40 (로22), 제 41 (로23), 제 42 (로24), 제 43 (로25)
- 로26급 (해중 4형)

제 45 (로26), 제 58 (로27), 제 62 (로28)
- 로29급 (특중형)

제 68 (로29), 제 69 (로30), 제 70 (로31), 제 71 (로32)
- 로57급 (L3급)

제 46 (로57), 제 47 (로58), 제 57 (로59)
- 로60급 (L4급)

제 59 (로60)
※ 이 외 1등 잠수함 1척 (52), 2등 잠수함 26척 (48 ~ 50, 60, 61, 63 ~ 67, 72 ~ 87), 3등 잠수함 4척 (53 ~ 58)이 계획되었으나 워싱턴 군축 조약으로 계획 변경 대상이 되었다.
- 특무함 - 6척 (150만 엔 ×6)

- 호쇼 (항공모함으로 준공)
- 에리모급 급유함

에리모, 사타, 쓰루미, 시리야, 이로

### 함형 개량
- 전함 : 1,665만 1,496엔
- 순양전함 : 1,743만 1,168엔
- 순양함

대형 : 64만 1,660엔
소형 : 14만 2,325엔
- 구축함

1등 : 144만 1,048엔
2등 : 291만 4,004엔
- 잠수정 : 357만 5,000엔

## 항공대
요코스카 항공대를 확충하였고 사세보 항공대를 신설했다.
또한 이 때 야마시타 기선 사장인 야마시타 가메사부로가 군용 항공 발전 희망으로 100만 엔을 기부하였고(1918년), 제국 해군은 이중 50만 엔으로 외국의 우수한 항공기 23기를 구입했다.

## 같이 보기
- 84함대안
- 88함대안

## 참고 문헌
- 戦史叢書 - 海軍軍戦備(1)